# 모라르지 데사이
모라르지 데사이(영어: Morarji Ranchhodji Desai, 구자라트어: મોરારજી રણછોડજી દેસાઈ, 1896년 2월 25일~1995년 4월 10일)는 인도의 정치인이다. 봄베이주 발사이에서 태어났다.
봄베이 대학교를 졸업하고 봄베이주 관리를 지냈으며, 마하트마 간디의 불복종 운동에 참가하였다. 1952년 봄베이주 총리, 1956년 인도정부 상공장관을 역임하였다. 자와할랄 네루가 죽은 뒤 랄 바하두르 샤스트리와 정권을 다투다 패배하였다. 1967년 부총리 겸 재무장관으로 취임했지만 국민회의파 분열 후에는 야당 국민회의파 총재가 되어 인디라 간디 내각에 대항하다가 비상사태 기간에 1975년에서 1977년까지 투옥되었다. 그 후 야당연합세력인 자나타당에서 활약하여 1977년 총선에서 자나타당의 승리로 총리에 취임했으나, 당내 대립으로 1979년 사임했다. 그는 자유주의 경제를 주장하는 열렬한 간디주의자였다.

## 역대 선거 결과
| 선거명      | 직책명                | 대수 | 정당          | 득표율 | 득표수    | 결과 | 당락               |
| ----------- | --------------------- | ---- | ------------- | ------ | --------- | ---- | ------------------ |
| 1962년 선거 | 하원의원(수랏 선거구) | 3대  | 인도 국민회의 | 0%     | 165,225표 | 1위  | 수랏 하원의원 당선 |
| 1967년 선거 | 하원의원(수랏 선거구) | 4대  | 인도 국민회의 | 0%     | 163,836표 | 1위  | 수랏 하원의원 당선 |
| 1971년 선거 | 하원의원(수랏 선거구) | 5대  | 국민회의파    | 0%     | 170,321표 | 1위  | 수랏 하원의원 당선 |
| 1977년 선거 | 하원의원(수랏 선거구) | 6대  | 자나타당      | 52.46% | 206,206표 | 1위  | 수랏 하원의원 당선 |

## 참고 문헌
- 이 문서에는 다음커뮤니케이션(현 카카오)에서 GFDL 또는 CC-SA 라이선스로 배포한 글로벌 세계대백과사전의 내용을 기초로 작성된 글이 포함되어 있습니다.